# Conrad Olsen
Conrad Bertin Olsen, norveški veslač, * 6. julij 1891, † 19. oktober 1970.
Olsen je za Norveško nastopil v osmercu na Poletnih olimpijskih igrah 1920 v Antwerpnu in s tem čolnom osvojil bronasto medaljo.